# Бањоло (Верона)
Бањоло је насеље у Италији у округу Верона, региону Венето.
Према процени из 2011. у насељу је живело 1159 становника. Насеље се налази на надморској висини од 34 м.